# Nour (album de musique)
Pour les articles homonymes, voir Nour.
Albums de Juliette
No Parano
(2011) J'aime pas la chanson
(2018)
Nour est le huitième album studio de Juliette, paru le 23 septembre 2013. 
Le titre de l'album, qui est celui de la dernière chanson, signifie « Lumière » en arabe, et est également la première moitié du patronyme de Juliette (Noureddine, qui signifie « celui qui porte la lumière »).
S'il ne contient aucune reprise d'autres artistes, cet album présente une nouvelle version rock de L'Éternel féminin déjà enregistré en studio sur Le Festin de Juliette. Le Diable dans la bouteille avait déjà été enregistrée par Maurane en 2011 sur son album Fais-moi une fleur.

## Chansons
| 1.    | Au petit musée                       | 3:51 |
| 2.    | Belle & rebelle                      | 4:06 |
| 3.    | Veuve noire                          | 4:38 |
| 4.    | Le Diable dans la bouteille          | 3:54 |
| 5.    | Les Doigts dans le nez               | 6:25 |
| 6.    | Une petite robe noire                | 3:56 |
| 7.    | L'Éternel féminin (Nouvelle version) | 6:42 |
| 8.    | Légende                              | 2:15 |
| 9.    | Jean-Marie De Kervadec               | 4:02 |
| 10.   | Nour (Lumière)                       | 3:17 |
| 43:00 |                                      |      |